# إدواردو كورييا ريدل
إدواردو كورييا ريدل (من مواليد 5 يوليو 1969) هو سياسي شغل منصب حاكم ماتو جروسو دو سول منذ 1 يناير 2023. في عام 2022، خاض انتخابات الولاية في ماتو جروسو دو سول لمنصب الحاكم مع باربوزينا لمنصب نائب الحاكم. وفي 2 أكتوبر 2022، حصل على 361981 صوتًا (25.16٪) وذهب إلى الجولة الثانية مع المرشح رينان كونتار، في الجولة الثانية فاز وانتخب.
في عام 1994 تزوج بمونيكا مورايس وأنجب منها طفلين: مارسيلا ورافائيل.